# Лейктаун (Юта)
Лейктаун (англ. Laketown) — місто (англ. town) в США, в окрузі Рич штату Юта. Населення — 299 осіб (2020).

## Географія
Лейктаун розташований за координатами 41°49′46″ пн. ш. 111°19′59″ зх. д. / 41.82944° пн. ш. 111.33306° зх. д. (41.829327, -111.333129).  За даними Бюро перепису населення США в 2010 році місто мало площу 6,72 км², з яких 6,68 км² — суходіл та 0,04 км² — водойми.

## Демографія
Згідно з переписом 2010 року, у місті мешкало 248 осіб у 86 домогосподарствах у складі 71 родини. Густота населення становила 37 осіб/км².  Було 124 помешкання (18/км²).
Расовий склад населення:
| - 96,4 % — білих - 0,4 % — азіатів |

До двох чи більше рас належало 2,4 %. Частка іспаномовних становила 1,2 % від усіх жителів.
За віковим діапазоном населення розподілялося таким чином: 31,0 % — особи молодші 18 років, 52,1 % — особи у віці 18—64 років, 16,9 % — особи у віці 65 років та старші. Медіана віку мешканця становила 33,9 року. На 100 осіб жіночої статі у місті припадало 100,0 чоловіків;  на 100 жінок у віці від 18 років та старших — 108,5 чоловіків також старших 18 років.
Середній дохід на одне домашнє господарство  становив 73 969 доларів США (медіана — 66 667), а середній дохід на одну сім'ю — 84 515 доларів (медіана — 70 357). За межею бідності перебувало 1,7 % осіб, у тому числі 0,0 % дітей у віці до 18 років та 0,0 % осіб у віці 65 років та старших.
Цивільне працевлаштоване населення становило 94 особи. Основні галузі зайнятості: освіта, охорона здоров'я та соціальна допомога — 39,4 %, науковці, спеціалісти, менеджери — 18,1 %, сільське господарство, лісництво, риболовля — 17,0 %.